# رایدرزویل (ویرجینیای غربی)
رایدرزویل (به انگلیسی: Ridersville) یک منطقهٔ مسکونی در ایالات متحده آمریکا است که در شهرستان مورگان، ویرجینیای غربی واقع شده‌است.